# Bevis-på-arbete
Bevis-på-arbete (engelska: proof-of-work, PoW) i ett system (eller en algoritm, ett protokoll, eller en funktion) är en teknisk-ekonomisk åtgärd för att förhindra överbelastningsattacker och annat missbruk av en tjänst, såsom skräppost på ett nätverk genom att kräva någon form av arbete i samband med begäran om tjänsten, vilket ofta innebär någon typ av databehandling med en dator.  Konceptet kan ha presenterats för första gången av Cynthia Dwork och Moni Naor i en artikel från 1993. Begreppet "Bevis på arbete" myntades och definierades formellt först i en artikel från 1999 av Markus Jakobsson och Ari Juels.
En nyckelegenskap hos dessa system är deras asymmetri: arbetet måste vara tillräckligt svårt (men realistiskt) för den enhet som begär tjänsten men lätt att verifiera för tjänstleverantören. Denna idé är också känd som CPU-kostnadsfunktion, Client Puzzle Protocol, beräkningspussel eller CPU-prisfunktion. Den skiljer sig från ett robotfilter, exempelvis ett captcha, vilket är avsett för att snabbt kunna lösas av en människa, istället för av en dator.